# Nowy Ciechocinek (gromada)
Nowy Ciechocinek (od 31 XII 1961 Wołuszewo) – dawna gromada, czyli najmniejsza jednostka podziału terytorialnego Polskiej Rzeczypospolitej Ludowej w latach 1954–1972.
Gromady, z gromadzkimi radami narodowymi (GRN) jako organami władzy najniższego stopnia na wsi, funkcjonowały od reformy reorganizującej administrację wiejską przeprowadzonej jesienią 1954 do momentu ich zniesienia z dniem 1 stycznia 1973, tym samym wypierając organizację gminną w latach 1954–1972.
Gromadę Nowy Ciechocinek z siedzibą GRN w Nowym Ciechocinku utworzono – jako jedną z 8759 gromad na obszarze Polski – w powiecie aleksandrowskim w woj. bydgoskim, na mocy uchwały nr 24/1 WRN w Bydgoszczy z dnia 5 października 1954. W skład jednostki weszły obszary dotychczasowych gromad Kuczek, Słońsk (obecnie Słońsk Dolny i Słońsk Górny), Nowy Ciechocinek, Wołuszewo, Wola Raciążek i Wygoda ze zniesionej gminy Raciążek oraz obszary z miejscowości Słońsk z miasta Ciechocinka w tymże powiecie. Dla gromady ustalono 21 członków gromadzkiej rady narodowej.
31 grudnia 1959 z gromady Nowy Ciechocinek wyłączono część wsi Wołuszewo (ok. 100 ha), część wsi Słońsk Dolny (ok. 14 ha) i część wsi Słońsk Górny (ok. 57 ha), włączając je do miasta Ciechocinka w tymże powiecie.
31 grudnia 1961 z gromady Nowy Ciechocinek wyłączono wsie Wola Raciążek i Kuczek, włączając je do gromady Raciążek w tymże powiecie, po czym gromadę Nowy Ciechocinek zniesiono przez przeniesienie siedziby GRN z Nowego Ciechocinka do Wołuszewa i zmianę nazwy jednostki na gromada Wołuszewo.